# 6a etapa del Tour de França de 2013
La 6a etapa del Tour de França de 2013 es disputà el dijous 4 de juliol de 2013 sobre un recorregut de 176,5 km entre les viles d'Ais de Provença (Boques del Roine) i Montpeller (Erau).
El vencedor de l'etapa és l'alemany André Greipel (Lotto-Belisol) que s'imposa a l'esprint a Peter Sagan (Cannondale) i Marcel Kittel (Argos-Shimano) en la meta de Montpeller. Durant la disputa de l'esprint es produeix un tall en el gran grup que va provocar un canvi en el lideratge. Daryl Impey, company de Simon Gerrans a l'Orica-GreenEDGE es converteix en el primer ciclista africà en vestir el mallot groc.

## Recorregut

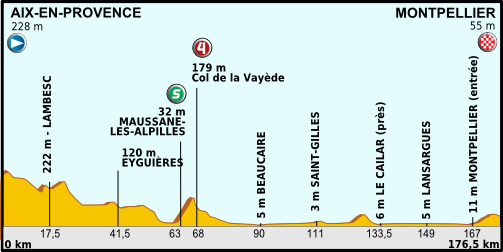
Recorregut de la 6a etapa

Etapa totalment plana entre els departaments de les Boques del Roine, Gard i Erau i una sola cota puntuable, de quarta categoria, al km 68, just cinc després d'haver passat per l'esprint intermedi del dia, situat a Maussana deis Aupilhas.

## Desenvolupament de l'etapa
Només iniciar la sortida es produeix l'atac de Luis Ángel Maté (Cofidis), al qual no s'unirà ningú. Tot i aconseguir ràpidament uns cinc minuts d'avantatge la seva escapada no és viable pel fort vent de costat que bufava, i això fa que desisteixi, sent neutralitzat després de 44 km com a escapat.
A l'esprint intermedi de Maussana deis Aupilhas el gran grup és encapçalat per l'alemany André Greipel (Lotto-Belisol), mentre pocs quilòmetres després serà Kanstantsín Siutsou (Team Sky) el que passi primer per l'única cota puntuable del dia, el coll de la Vayède. El gran grup, encapçalat pels equips dels esprintadors, no va veure cap altre intent d'escapada durant l'etapa i la victòria es va decidir a l'esprint. En ell el més ràpid fou André Greipel, seguit per Peter Sagan (Cannondale) i Marcel Kittel (Argos-Shimano). Daryl Impey (Orica-GreenEDGE) desposseeix al seu company d'equip Simon Gerrans del mallot groc gràcies a un petit tall durant la disputa de l'esprint, sent el primer africà a liderar el Tour de França en les 100 edicions disputades.

## Esprints
| Primer  | André Greipel (GER)      | 20 pts |
| Segon   | Mark Cavendish (GBR)     | 17 pts |
| Tercer  | Alexander Kristoff (NOR) | 15 pts |
| Quart   | Peter Sagan (SVK)        | 13 pts |
| Cinquè  | Gert Steegmans (BEL)     | 11 pts |
| Sisè    | Joan Antoni Flecha (CAT) | 10 pts |
| Setè    | Fabio Sabatini (ITA)     | 9 pts  |
| Vuitè   | Michał Kwiatkowski (POL) | 8 pts  |
| Novè    | Sylvain Chavanel (FRA)   | 7 pts  |
| Desè    | Danny van Poppel (NED)   | 6 pts  |
| Onzè    | Peter Velits (SVK)       | 5 pts  |
| Dotzè   | Brent Bookwalter (USA)   | 4 pts  |
| Tretzè  | Svein Tuft (CAN)         | 3 pts  |
| Catorzè | Marcus Burghardt (GER)   | 2 pts  |
| Quinzè  | Brett Lancaster (AUS)    | 1 pt   |

| Primer  | André Greipel (GER)        | 45 pts |
| Segon   | Peter Sagan (SVK)          | 35 pts |
| Tercer  | Marcel Kittel (GER)        | 30 pts |
| Quart   | Mark Cavendish (GBR)       | 26 pts |
| Cinquè  | Juan José Lobato (ESP)     | 22 pts |
| Sisè    | Alexander Kristoff (NOR)   | 20 pts |
| Setè    | José Joaquín Rojas (ESP)   | 18 pts |
| Vuitè   | Danny van Poppel (NED)     | 16 pts |
| Novè    | Roberto Ferrari (ITA)      | 14 pts |
| Desè    | Samuel Dumoulin (FRA)      | 12 pts |
| Onzè    | Cyril Lemoine (FRA)        | 10 pts |
| Dotzè   | Edvald Boasson Hagen (NOR) | 8 pts  |
| Tretzè  | Daryl Impey (RSA)          | 6 pts  |
| Catorzè | Joan Antoni Flecha (CAT)   | 4 pts  |
| Quinzè  | Matthew Goss (AUS)         | 2 pt   |

## Cotes
- 1. Coll de la Vayède. 179m. 4a categoria (km 68) (0,7 km al 7,0%)

| Primer | Kanstantsín Siutsou (BLR) | 1 pt |

## Classificació de l'etapa

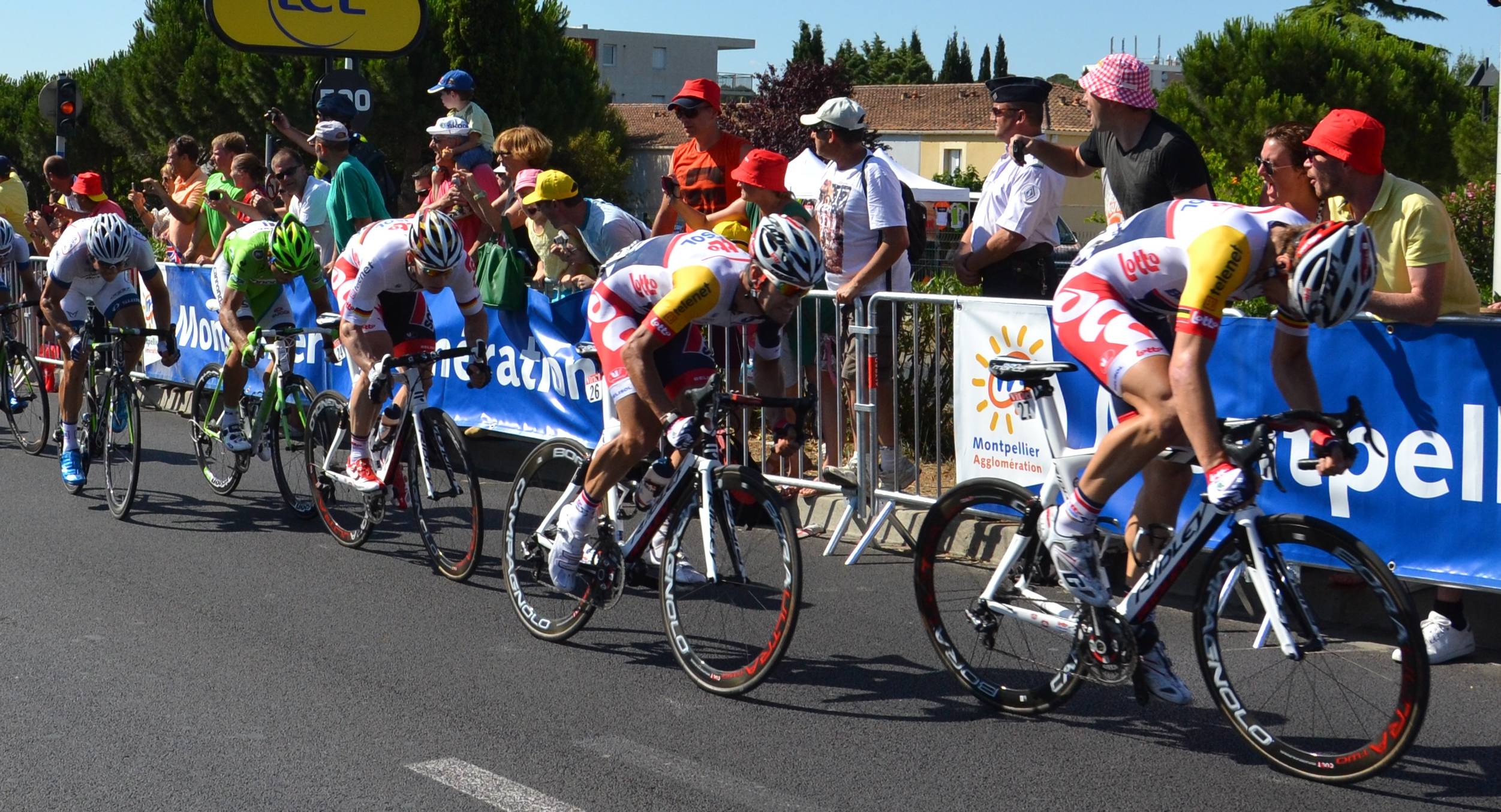
Arribada a l'esprint a Montpeller (André Greipel en 3a posició).

|    | Ciclista                 | Equip                   | Temps      |
| -- | ------------------------ | ----------------------- | ---------- |
| 1  | André Greipel (GER)      | Lotto-Belisol           | 3h 59' 02" |
| 2  | Peter Sagan (SVK)        | Cannondale              | m. t.      |
| 3  | Marcel Kittel (GER)      | Argos-Shimano           | m. t.      |
| 4  | Mark Cavendish (GBR)     | Omega Pharma-Quick Step | m. t.      |
| 5  | Juan José Lobato (ESP)   | Euskaltel–Euskadi       | m. t.      |
| 6  | Alexander Kristoff (NOR) | Team Katusha            | m. t.      |
| 7  | José Joaquín Rojas (ESP) | Movistar Team           | m. t.      |
| 8  | Danny van Poppel (NED)   | Vacansoleil-DCM         | m. t.      |
| 9  | Roberto Ferrari (ITA)    | Lampre-Merida           | s.t.       |
| 10 | Samuel Dumoulin (FRA)    | AG2R La Mondiale        | m. t.      |

## Classificació general
|    | Ciclista                   | Equip                   | Temps       |
| -- | -------------------------- | ----------------------- | ----------- |
| 1  | Daryl Impey (RSA)          | Orica-GreenEDGE         | 22h 18' 17" |
| 2  | Edvald Boasson Hagen (NOR) | Team Sky                | + 3"        |
| 3  | Simon Gerrans (AUS)        | Orica-GreenEDGE         | + 5"        |
| 4  | Michael Albasini (SUI)     | Orica-GreenEDGE         | + 5"        |
| 5  | Michał Kwiatkowski (POL)   | Omega Pharma-Quick Step | + 6"        |
| 6  | Sylvain Chavanel (FRA)     | Omega Pharma-Quick Step | + 6"        |
| 7  | Chris Froome (GBR)         | Team Sky                | + 8"        |
| 8  | Richie Porte (AUS)         | Team Sky                | + 8"        |
| 9  | Nicolas Roche (IRL)        | Team Saxo-Tinkoff       | + 14"       |
| 10 | Roman Kreuziger (CZE)      | Team Saxo-Tinkoff       | + 14"       |

## Classificacions annexes
|    | Ciclista             | Equip                   | Punts   |
| -- | -------------------- | ----------------------- | ------- |
| 1r | Peter Sagan (SVK)    | Cannondale              | 159 pts |
| 2n | André Greipel (GER)  | Lotto-Belisol           | 130 pts |
| 3r | Mark Cavendish (GBR) | Omega Pharma-Quick Step | 119 pts |

|    | Ciclista             | Equip            | Punts  |
| -- | -------------------- | ---------------- | ------ |
| 1r | Pierre Rolland (FRA) | Team Europcar    | 10 pts |
| 2n | Simon Clarke (AUS)   | Orica-GreenEDGE  | 5 pts  |
| 3r | Blel Kadri (FRA)     | AG2R La Mondiale | 5 pts  |

|    | Ciclista                 | Equip                   | Temps       |
| -- | ------------------------ | ----------------------- | ----------- |
| 1r | Michał Kwiatkowski (POL) | Omega Pharma-Quick Step | 22h 18' 23" |
| 2n | Andrew Talansky (USA)    | Garmin-Sharp            | + 16"       |
| 3r | Nairo Quintana (COL)     | Movistar Team           | + 19"       |

|    | Equip             | Temps       |
| -- | ----------------- | ----------- |
| 1r | Orica-GreenEDGE   | 66h 03' 04" |
| 2n | Team Sky          | + 8"        |
| 3r | Team Saxo-Tinkoff | + 19"       |

## Abandonaments
- Maxime Bouet (FRA) (AG2R La Mondiale): no surt per una fractura de radi[6]
- Nacer Bouhanni (FRA) (FDJ): abandona per una gastroenteritis[7]
- Fredrik Kessiakoff (SWE) (Astana Qazaqstan Team): abandona per una lesió al canell[8]
- Jurgen Van den Broeck (BEL) (Lotto-Belisol): no surt per culpa d'una caiguda el dia anterior.[9]